# Lesley Yellowlees
Lesley Jane Yellowlees (Londres, 1953) es una química inorgánica británica que realiza investigaciones en espectroelectroquímica, reacciones de transferencia de electrones y espectroscopia de resonancia paramagnética electrónica (EPR). Yellowlees fue la primera mujer en ser elegida para el cargo de presidenta de la Royal Society of Chemistry, que ocupó durante el periodo 2012-2014.  

## Primeros años y educación
Cuando Yellowlees tenía 9 añossu familia se trasladó a Edimburgo, ciudad en la que cursó sus primeros estudios en la St Hilary's Girls' School. Completó su educación superior en la Universidad de Edimburgo, donde obtuvo una licenciatura en Física Química en 1975 (era la única mujer de su promoción) y un doctorado en Electroquímica Inorgánica en 1982. A continuación, en 1983 comenzó su investigación postdoctoral en la Universidad de Glasgow.

## Trayectoria profesional
El primer trabajo de Lesley Yellowlees fue como administradora en el Servicio Nacional de Salud pero, después de mudarse a Brisbane (Australia), se dedicó a la investigación electroquímica y posteriormente trabajó en la Universidad de Queensland. 
Al regresar a la Universidad de Edimburgo para realizar un doctorado sobre química de células solares, Yellowlees comenzó a realizar labores docentes en 1986, fue nombrada profesora en 1989 y en 2005 fue nombrada profesora titular de electroquímica inorgánica. Fue la primera mujer nombrada directora de química de la universidad. En la actualidad, es subdirectora de la universidad y directora de la Facultad de Ciencias e Ingeniería de la Universidad de Edimburgo.

### Premios y reconocimientos

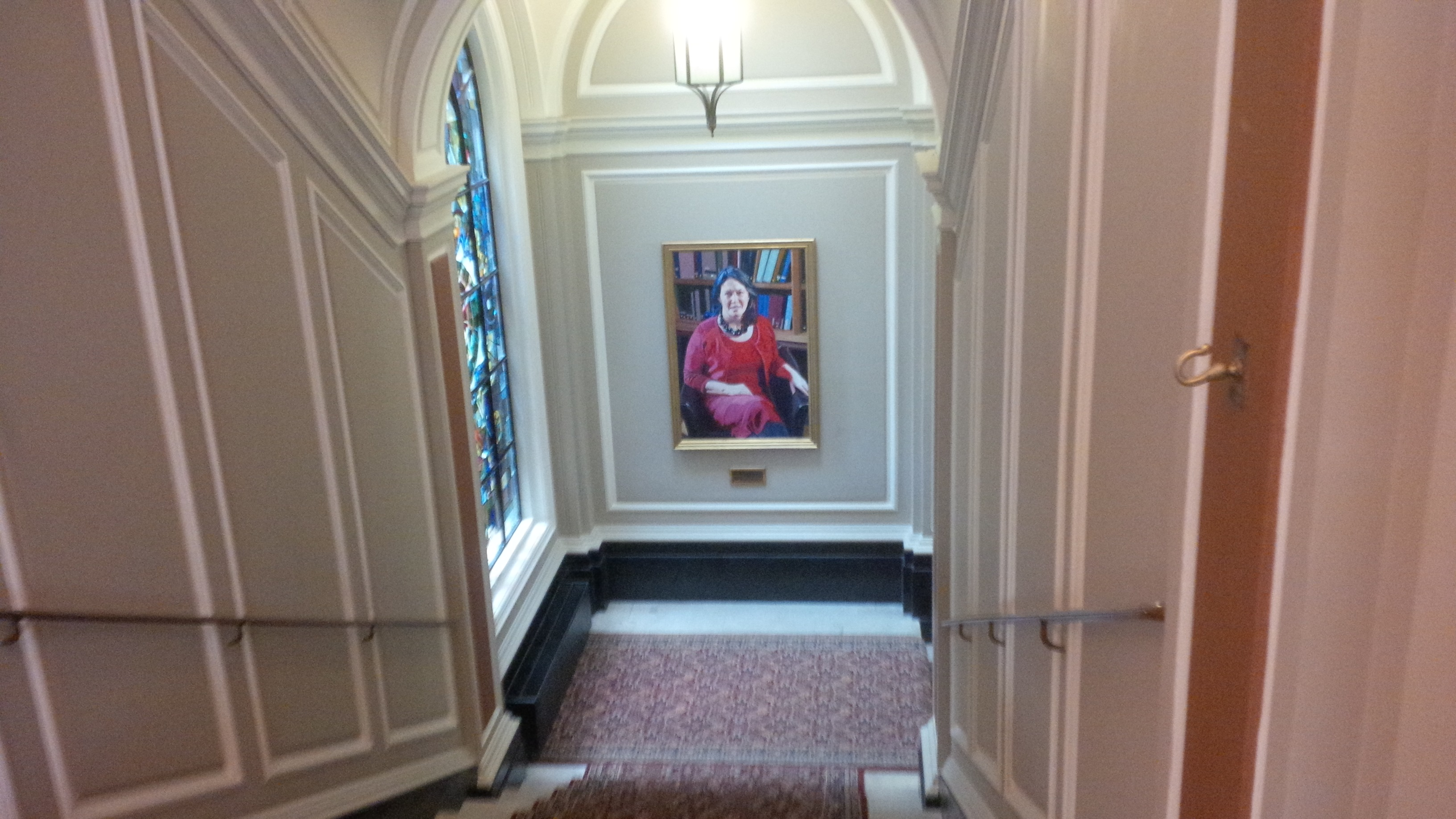
Un retrato de la profesora Yellowlees, realizado por Peter Edwards, cuelga de la escalera de la Real Sociedad de Química.

Yellowlees fue nombrada miembro de la Royal Society of Chemistry (FRSC) en 2005 y miembro honorario de la Royal Society of Chemistry en 2015. Se convirtió en miembro de la Royal Society de Edimburgo (FRSE) en 2012 y también es miembro del Instituto de Física.
Para conmemorar el Año Internacional de la Química en 2011, la IUPAC otorgó el Premio Mujer Distinguida en Química o Ingeniería Química a 23 mujeres de diferentes países, siendo Lesley J. Yellowlees una de ellas.
El 4 de julio de 2012 asumió la presidencia de la Royal Society of Chemistry , cargo que ocupó hasta 2014.
La Galería Nacional de Retratos tiene dos retratos de ella. También hay una pintura suya del artista Peter Edwards en Burlington House, la sede de la Royal Society of Chemistry. 
Yellowlees recibió la Orden del Imperio Británico (MBE) en 2005 por sus servicios a la ciencia y el grado de Comendador de la Orden del Imperio Británico (CBE) en los Honores de Año Nuevo de 2014 por sus servicios a la química.
La Universidad de Edimburgo nombró a Yellowlees Alumna del Año 2013 en reconocimiento a su investigación, liderazgo y su trabajo como defensora de las mujeres en materias STEM.
Yellowlees tiene doctorados honorarios de la Universidad Heriot-Watt (otorgado en 2012)  y de la Universidad Napier de Edimburgo (otorgado en 2016). También tiene títulos honoríficos de las universidades de Aberdeen, Bristol, The Open y Strathclyde.
En 2014, fue incluida en la lista 100 Mujeres de la BBC.

## Publicaciones
- «Synthesis, Structure, and Properties of [Pt(II)(diimine)(dithiolate)] Dyes with 3,3'-, 4,4'-, and 5,5'-Disubstituted Bipyridyl: Applications in Dye-Sensitized Solar Cells».[19]
- «Potentiometric Analysis of the Flavin Cofactors of Neuronal Nitric Oxide Synthase».[20]
- «Synthesis and Characterization of Dinuclear Metal σ-Acetylides and Mononuclear Metal σ-Allenylidenes».[21]
- «A New Bridging Ligand for the [Mo2]4+Dimer: Syntheses and X-ray Crystal Structures of the Redox Pair [Mo2{μ-η2-(NPh)2CNHPh}4]0/+».[22]
- «Electrochemistry of Multicomponent Systems. Redox Series Comprising up to 26 Reversible Reduction Processes in Polynuclear Ruthenium(II) Bipyridine-Type Complexes».[23]
- «Molecular approaches to the electrochemical reduction of carbon dioxide».[24]